# Perreiíneos
Perreiíneos (Perreyiinae) é uma das linhagens de vespas-serras mais conhecidas no Brasil, sendo uma subfamília dentro de Pergidae da ordem de insetos Hymenoptera, dentro do grupo de vespas informalmente agrupado em "Symphyta".
As vespas adultas são relativamente robustas, e habitam áreas florestadas contendo exemplares ou talhões de Eucalyptus; suas larvas alimentam-se normalmente de diversas espécies de Eucalyptus, geralmente sobre a parte externa das folhas, apesar de que existem espécies que preferem alimentar-se dos botões, e algumas são minadoras das folhas (isto é, alimentam-se internamente). 

## Biologia Geral
Uma característica marcante das larvas de alguns grupos de espécies, motivo pelo qual são bem conhecidas, é o hábito de agruparem-se sobre o solo, alimentando-se no último ínstar larval de folhas caídas e em decomposição. Estas massas de larvas locomovem-se de forma concertada, adquirindo a aparência de uma grande lesma escura, o que é compreendido como uma estratégia de assustar e evitar seus predadores naturais. No Brasil, estas massas de larvas levam o nome de mata-porcos, por serem ocasionalmente ingeridas por estes animais ou mesmo pelo gado, causando envenenamento que pode ser fatal. Por exemplo, na espécie de mata-porcos Perreyia flavipes Konow, 1899, as massas de larvas são avistadas como um tipo lesma escura sobre o chão, que pode fingir-se de morta quando importunada (uma forma orquestrada de comportamento de tanatose). Pouco sabe-se da biologia das vespas adultas, por serem muito arredias e viverem apenas poucos dias. Os casos são mais frequentemente observados entre Maio e Agosto, período que coincide com a maior atividade destas espécies de vespas, geralmente nos horários de maior umidade do solo como de manhã ou ao final da tarde.
O envenenamento ocasionado pelas larvas "mata-porcos" deriva de uma toxina que estas produzem pelas suas glândulas cutâneas, Os animais intoxicados apresentam fraqueza, prostração, movimentos constantes laterais da cabeça e orelhas, tremores musculares espontâneos, episódios de hiperexcitabilidade e agressividade, hipersensibilidade sensorial, podendo morrer em poucos dias desde o início dos sintomas. Os animais que sobrevivem ao envenenamento podem apresentar aspecto pálido e fotofobia. Casos de intoxicação de animais de abate pelas larvas mata-porcos são recorrentes em diferentes partes do mundo, como na Dinamarca (com ovelhas), na Austrália (com bovinos e suínos), no Brasil e no Uruguai. Por vezes, os danos causados por estas larvas são significativos ao ponto de justificar a supressão de eucaliptos da zona pastoril e arredores.
O principal componente tóxico parece ser um heptapeptídeo denominado de pergidina, que apresenta um resíduo fosfoseril, e aparentando notável estabilidade contra perda de atividade por conta de sua configuração molecular e caráter lipofílico.

## Diversidade
Atualmente, são reconhecidos cerca de 16 gêneros de Perreyiinae abrangendo mais de 90 espécies descritas.

## Referência
1. ↑  BLANK, STEPHAN M.; TAEGER, ANDREAS; LISTON, ANDREW D.; SMITH, DAVID R.; RASNITSYN, ALEXANDR P.; SHINOHARA, AKIHIKO; HEIDEMAA, MIKK; VIITASAARI, MATTI (8 de outubro de 2009). «Studies toward a World Catalog of Symphyta (Hymenoptera)». Zootaxa (1). ISSN 1175-5334. doi:10.11646/zootaxa.2254.1.1. Consultado em 6 de fevereiro de 2025
2. ↑  Boevé, Jean-Luc; Domínguez, Diego F.; Smith, David R. (25 de junho de 2018). «Sawflies from northern Ecuador and a checklist for the country (Hymenoptera: Argidae, Orussidae, Pergidae, Tenthredinidae, Xiphydriidae)». Journal of Hymenoptera Research: 1–24. ISSN 1314-2607. doi:10.3897/jhr.64.24408. Consultado em 6 de fevereiro de 2025